# Кораліна
«Кораліна» (англ. Coraline) — повість британського письменника Ніла Ґеймана 2002 року. Твір розповідає про дівчинку на ім'я Кораліна, яка потрапляє до іншого дому, де на неї чекають інша мама та інший тато. Повість поєднує в собі елементи фантастики та жахів. 2002 року «Кораліна» отримала премію Брема Стокера як найкращий твір для юних читачів, а 2003 року отримала премії «Г'юго» та «Неб'юла» за найкращу повість.

## Ідея
Ніл Ґейман почав писати «Кораліну» для своєї дочки Холлі у 1990-х роках. Місцем оповіді письменник обрав власний будинок у містечку Натлі, Літлмід, Південна Англія, додавши тільки вітальню зі власного дитинства з дверима, які вели на цегляний мур. Книга побачила світ через одинадцять років — 2002 року, а оскільки Холлі встигла «перерости» цю казку, письменник закінчив розповідь вже для своєї наймолодшої дочки Медді.

## Назва
Ніл Ґейман обрав ім'я Кораліна цілком випадково, через ненавмисно допущений друкарський одрук. Він, однак, вирішив не виправляти свою помилку, а вже згодом довідався, що ім'я Кораліна насправді існує. Вперше письменник натрапив на нього на сторінках мемуарів Казанови, який познайомився з молодою панною на ім'я Кораліна під час одного з Віденських балів. Згодом Ґейман також довідався, що ім'я «Кораліна» — це окрім іншого також і назва, якою на зламі століть користувалися для позначення одного з брендів корсетів.

## Сюжет
Г. К. Честертон (епіграф до книги)
Кораліна Джонс разом з батьками переїхала у старий будинок, який розділили на окремі квартири. У помешканні, що під Кораліниною квартирою, живуть міс Примула та міс Форсібілла — дві літні жінки, які давно колись були відомими акторками-лицедійками, але зараз на пенсії. Також Кораліна зустрічає схибнутого старигана з горища, який запевняє дівчинку, що тренує мишачий цирк.
Одного разу, в дощовий день, Кораліна знаходить замкнені двері в дальшому кутку їхньої вітальні. Мати та донька відмикають ті таємничі двері, але виявляється, що прохід замурований. По той бік розташована інша квартира, яка все ще продається. Наступного дня Кораліна вирішує прогулятися та відвідує своїх сусідок, але ті занепокоєні чимось. Міс Примула та міс Форсібілла, читаючи майбутнє на чайному листі, повідомляють Кораліну про жахливу небезпеку, а стариган з горища передає дівчинці застереження від мишей — звірятка кажуть: «Не ходи у ті двері!».
Однак, залишившись удома сама, Кораліна нехтує всіма засторогами та знічев'я все ж таки вирішує відімкнути двері. Цього разу вона знаходить там не цегляний мур, а довгий темний коридор, який веде до будинку, що нічим не відрізняється від її власного дому. Там мешкають «інша мати» та «інший тато», які виглядають так само, як батьки Кораліни, за винятком того, що замість очей у них блискучі чорні ґудзики. У цьому «іншому світі» усе здається кращим: її «інші» батьки дбайливіші, кімната повна іграшок, що оживають та можуть самостійно рухатися і навіть літати, а помолоділі «інші» міс Примула та міс Форсібілла виконують пречудову циркову виставу прямо у власній квартирі.
Але згодом виявляється, що не все у цьому світі так добре, як здається на перший погляд. Кораліна зустрічає дивних і страшних істот, бачить зворотний бік ідеального «іншого» будинку — насправді це місце слугує жахливою і страхітливою в'язницею для душ, які полонила страшна відьма-карга, що прикидається «іншою мамою» Кораліни, аби заволодіти душею та серцем дівчинки.

## Персонажі
- Кораліна Джонс — юна дослідниця, яка любить ходити на розвідки. Допитлива, кмітлива, спритна та смілива дівчинка. Її дратує дощова погода, схибнуті дорослі (вони всі здаються такими), а також те, через юний вік її не сприймають серйозно і весь час перекручують її ім'я. Кораліну часто називають замалою для свого віку, однак вона нікого не боїться і любить пригоди.
- Місіс Джонс — мама Кораліни. Здебільшого вона надзвичайно зайнята людина, тому часто буває неуважною до своєї дочки, але вона любить Кораліну та турбується про неї. Вона добра й завжди готова допомогти, хоча Кораліна вважає її радше нудною. В екранізації її звати Мел.
- Містер Джонс — тато Кораліни. Працює вдома за комп'ютером. Любить куховарити за різними рецептами, що не до вподоби Кораліні. Він також надто зайнятий, аби достатньо часу приділяти своїй дочці. У фільмі його звати Чарлі.
- Мурлика — чорний кіт, який виконує функцію наставника Кораліни та допомагає їй у складних ситуаціях. Він не має імені, позаяк вважає, що котам вони не потрібні. Також не має двійника в іншому світі, оскільки, на відміну від інших істот, «коти не роздвоюються»[8]. Мурлика вільно пересувається з одного світу до іншого, хоча може розмовляти тільки в «іншому» світі, що створений каргою. Подружившись із Кораліною, він допомагає дівчинці втекти від іншої матері.
- Інша мама — відьма, яка сформувала інший світ, «пародіюючи справжніх людей і справжні речі по той бік коридору»[9]. Спочатку вона була схожа на справжню матір Кораліни з чорними ґудзиками замість очей, але згодом дівчинка починає помічати, що «інша мати була просто велетка: головою майже впиралася в стелю кімнати! І така бліда — кольору павучого живота. Коси їй звивалися, обкручувалися навколо голови, а зуби були мов гострі ножі»[10]. Викрадає душі дітей.
- Інший тато — істота з чорними ґудзиками замість очей, аналог справжнього тата, створений іншою мамою, аби переконати Кораліну, що інший світ є її справжньою домівкою. Він веселий та приділяє Кораліні більше уваги, аніж це робить справжній тато дівчинки.
- Міс Примула та міс Форсібілла — колишні акторки-лицедійки, що живуть у квартирі, що знаходиться під помешканням Кораліни. Повороживши на чайному листі, вони довідалися, що на Кораліну чекає велика небезпека. Прагнучи захистити дівчинку від напастей, вони дарують спеціальний просвердлений камінчик — амулет . В іншому світі вони представлені молодими акторками, що виступають на сцені.
- Містер Бобо — схибнутий стариган із великими вусами, що живе на горищі, що над помешканням Кораліни. «Нащадок циркової родини. Він чи румун, чи словенець, чи то лівонець — котрась із цих країн»[11]>. Займається тренуванням мишачого цирку.
- Три постаті привидів — троє дітей, що стали жертвами іншої матері, яка викрала їхні душі і покинула скніти у задзеркаленій комірчині.

## Літературний аналіз
Повість «Кораліна» за своєю структурою нагадує чарівну казку. Книга містить цілий ряд літературних прийомів притаманних класичним казкам: наявність архетипів (протагоніста, антагоніста, та допоміжних персонажів) сюжетні мотиви (добро проти зла) та традиційний для казок розвиток сюжету (подорож, здобуття чарівного предмета, наявність випробувань тощо).
У своєму аналізі книги Ґеймана, багато літературознавці зазначили наявність багатьох елементів схожих та запозичених з різних класичних дитячих книг. Одним з найчастіше згадуваних авторів, чиї книжки порівнюють з «Кораліною» Ґеймана є Роальд Дал; як, наприклад, зазначає літературознавець Луїс Елліс-Беррет наприкінці свого огляду «Кораліни», такі книжки Даля як «Матильда» чи «Дурбелики» чудово підходять для порівняльного аналізу з текстом «Кораліни». Як вважає літкритик Керол Ґодфрі, «Кораліна» є в певному сенсі переінакшенням класичної книги Клайва Стейплз Льюїса «Лев, Біла Відьма та шафа» з серії «Хроніки Нарнії», оскільки в обох книгах є ряд схожостей що роблять їх подібними: «інша» матір схожа на «білу» відьму, Аслан схожий на Кота, портал між «справжнім» та «казковим» світами в Кораліні подібний до тотожного порталу в Нарнії тощо. За твердженням літкритика Марії Ніколаєвої, Кораліна Ґеймана є прямою відповіддю на «Алісу в Дивокраї» Льюїса Керрола; за словами Ніколаєвої, тут, як й у світі Аліси, так само присутні різноманітні «двері, ключі, люстерка, привабливі сади, понурі переходи та фантасмагоричні істоти», але на відміну від Аліси, яка врешті все ж безтурботно прокидається від свого кошмару, Кораліну її кошмари переслідують навіть наяву у нашому «справжньому» світі. На думку ж літкритика Клої Баклі, «Інша» матір багато в чому є переінакшенням матері з вікторіанського роману Люсі Кліффорд «Нова матір». Паралель Баклі між персонажами матері Кліффорд-Ґейман є більш переконливою, беручи до уваги те, що у своєму особистому блозі на neilgaiman.com у 2002, а згодом і в інтерв'ю різним канадським виданням під час промо-туру однойменного фільму у 2009, Ґейман сам зізнався, що саме «Нова матір» стала найбільшим натхненням для написання «Кораліни».
Окрім схожості з іншими визнаними казками, у книзі також піднято кілька дуже важливих для підлітків тем. Зокрема, книга є класичною розповіддю про дорослішання та формування ідентичності протагоніста, так званий «Bildungsroman». Крім того книга також є важливою в контексті гендерних прав, оскільки є класичним прикладом історії «становлення жіночої героїні».

## Сприйняття
Американський письменник Філіп Пулман у своєму огляді повісті «Кораліна» для газети «Гардіан» назвав твір «навдивовижу чудернацькою та страшною книжкою». Террі Пратчетт також позитивно висловився про повість: «Книга може похвалитися витонченою моторошністю найкращих казок, це просто шедевр. І ваше сприйняття ґудзиків цілковито зміниться і більше не буде таким, як колись.». Схожими словами охарактеризував цю книгу й Лемоні Снікет: «Ця книга розповідає захопливу й бентежну історію, яка налякала мене мало не до смерті». На думку Діани Вінн Джоунс, «Кораліні» нарешті вдасться зайняти нішу «Аліси в Країні див». Українська літературознавиця Богдана Романцова у своєму огляді роману «Кораліна» також схвально відгукнулася про книгу, описавши її як про «універсальну книгу для всіх» та зазначивши що «За „Кораліну“ Ґейман отримав нагороди „Локус“, „Г'юго“ і навіть „Премію Брема Стокера“, оскільки йому вдалося втілити сучасний тип дорослої казки — казки для всіх.»

## Адаптації

### Кіно та телебачення
«Кораліна у світі Кошмарів» (2009) — ляльковий мультиплікаційний фільм, створений студією «Laika Entertainment». Мультфільм вийшов на широкі екрани 6 лютого 2009 року, після світової прем'єри на Портлендському міжнародному кінофестивалі. За оцінкою американської рейтингової системи MPAA, мультфільм отримав рейтинг PG (рекомендується присутність батьків), адже містить лячні зображення, сленгові особливості мови і чорний гумор. У США фільм зібрав близько 17 млн доларів протягом перших днів прокату. Загальний дохід від прокату в світі склав близько 124 млн доларів. Фільм став першим повнометражним ляльковим мультфільмом, який першопочатково зняли у форматі 3D. «Кораліна в Країні Жахів» — найкращий фільм 2009 року на думку Американського інституту кіномистецтв (AFI). Ба більше, мультфільм номінували на премію «Оскар».
22 жовтня 2017 року відбулася трансляція епізоду мультсеріалу «Сімпсони» під назвою «Будиночок жахів XXVIII», який містить сегмент «Кораліза», створеного на основі повісті Ніла Ґеймана. Ба більше, сам же письменник озвучив Сніжка V, кота Сімпсонів.

### Аудіокниги, комікс та інші видання
2002 року у видавництві «ГарперКоллінс Паблішерс» світ побачила однойменна аудіокнига, яку начитав сам Ніл Ґейман. Цього ж, 2002, року у видавництві «Блумбері Паблішинг» вийшла ще одна аудіоверсія повісті, яку начитала Дон Френч. Пізніше цю версію аудіо-книги озвучену Доною Френч почали видавати під назвою «Кораліна. Надто дивні для слів пригоди».
2008 року видавництво «HarperEntertainment» презентувало книгу «Кораліна: Видання колекціонера фільмів» (англ. Coraline: The Movie Collector's Edition), яка містила вісім сторінок із кольоровими ілюстраціями, вісімнадцяти сторінкові примітки Ніла Ґеймана та Генрі Селіка, уривок із сценарію фільму.
2008 року на основі книги вийшов однойменний комікс. Ілюстратором став П. Крег Рассел, а Тодд Кляйн у свою чергу здійснив оформлення написів.

### Мюзикл, опера та пісні
2007 року світ побачив альбом Джона Вайзмена «Simply Entitled», який містив пісню під назвою «Coraline», що підсумовувала сюжет Ґейманової книги.
6 травня 2009 року на сцені позабродвейського театру вийшов однойменний мюзикл, який на основі повісті написали Стефін Мерріт та Девід Грінспен. Роль дев'ятирічної Кораліни виконала акторка Джейн Гудішелл.
27 березня 2018 року на сцені Барбікан-центру відбулася прем'єра однойменної опери, яку написав британський композитор Марк-Ентоні Тернедж на основі повісті Ніла Ґеймана.
Американський гурт Rasputina записав трек під назвою «Coraline», Роуз Берлін за участі гурту Curve також випустили однойменну пісню — «Coraline», а співачка Азам Алі написала пісню «The Cold Black Key». Усі три треки увійшли до альбому-триб'юту творчості Ніга Ґеймана «Where's Neil When You Need Him?»  (2006).

### Відеогра
На основі екранізації компанія «D3 Publisher Америка» створила однойменну відеогру, яка побачила світ 27 січня 2009. Гра для платформ Play Station 2, Nintendo DS і Wii вийшла незадовго до прем'єри мультфільму та отримала переважно негативні відгуки.

## Нагороди
| Літературні премії                                | Рік  | Результат |
| ------------------------------------------------- | ---- | --------- |
| Премія Брема Стокера                              | 2002 | Перемога  |
| Премія «Г'юго» за найкращу повість                | 2003 | Перемога  |
| Премія «Локус» за найкращий підлітковий роман     | 2003 | Перемога  |
| Премія Британської науково-фантастичної асоціації | 2003 | Перемога  |
| Премія «Неб'юла» за найкращу повість              | 2003 | Перемога  |

## Переклади українською
Українською мовою «Кораліну» переклав Олександр Мокровольський у 2016 році для видавництва «KM Books». В українському перекладі Мокровольського використаний цілий ряд діалектизмів та синтаксичних трансформацій.
- Ніл Ґейман. Кораліна. Переклад з англійської: Олександр Мокровольський. Київ: KM Publishing. 2016. 192 стор. ISBN 978-966-923-109-3

## Додаткова література
- Ґейман, Ніл (2016). Кораліна. Переклад з англ.: Олександр Мокровольський. Київ: KM Publishing. 192 стор. ISBN 978-966-923-109-3.